# 農會

中华民国各級農會共同識別體系標誌

農會（Farmers' Association）是中華民國特有的農民社團法人組織，也是經營多功能、多目標、連環相輔性的綜合性事業體，其性質兼具教育性、經濟性、金融性、社會性。其業務雖與各國常有的農業合作社類似，但本質屬性實有岐異之處，也與德國的農民協會（德語原名：Bauernverband）、美國的農民聯盟（英語原名：Farmers' Union）、或日本與南韓的農業協同組合（簡稱農協），有所不同。
中華民國的基層農會與日韓兩國的農協於日治時期同源，但時代變遷與各國立法精神早有差異，雖乍看功能約略相似，但組織體系本質既已殊途發展，且中華民國的農會會員入會資格依法並不以合作經濟為必要條件。因此，農會與農協的團體屬性並非雷同，也不相當。

## 概述
農會依據中華民國《農會法》成立，主管機關原為內政部，2000年7月19日《農會法》第3條修正公布後為行政院農業委員會，在地方則為直轄市、縣、市政府，但其目的事業受各該事業之主管機關指導、監督。目前臺灣各級農會合計302個，每個農會均為獨立的社團法人，其人事、財務獨立。下級農會受其上級農會輔導，但上級農會對其下級農會的約束力，法定職權明顯不足，也難以有效貫徹，不過整體農會體系仍有團體意識存在。
台灣與各國一樣，也有各類農業合作社。這些農業合作社係基於《合作社法》設立的，與基於《農會法》設立的農會性質不同。但農業合作社依《農會法》規定也可以申請加入基層農會為贊助會員。

## 歷史

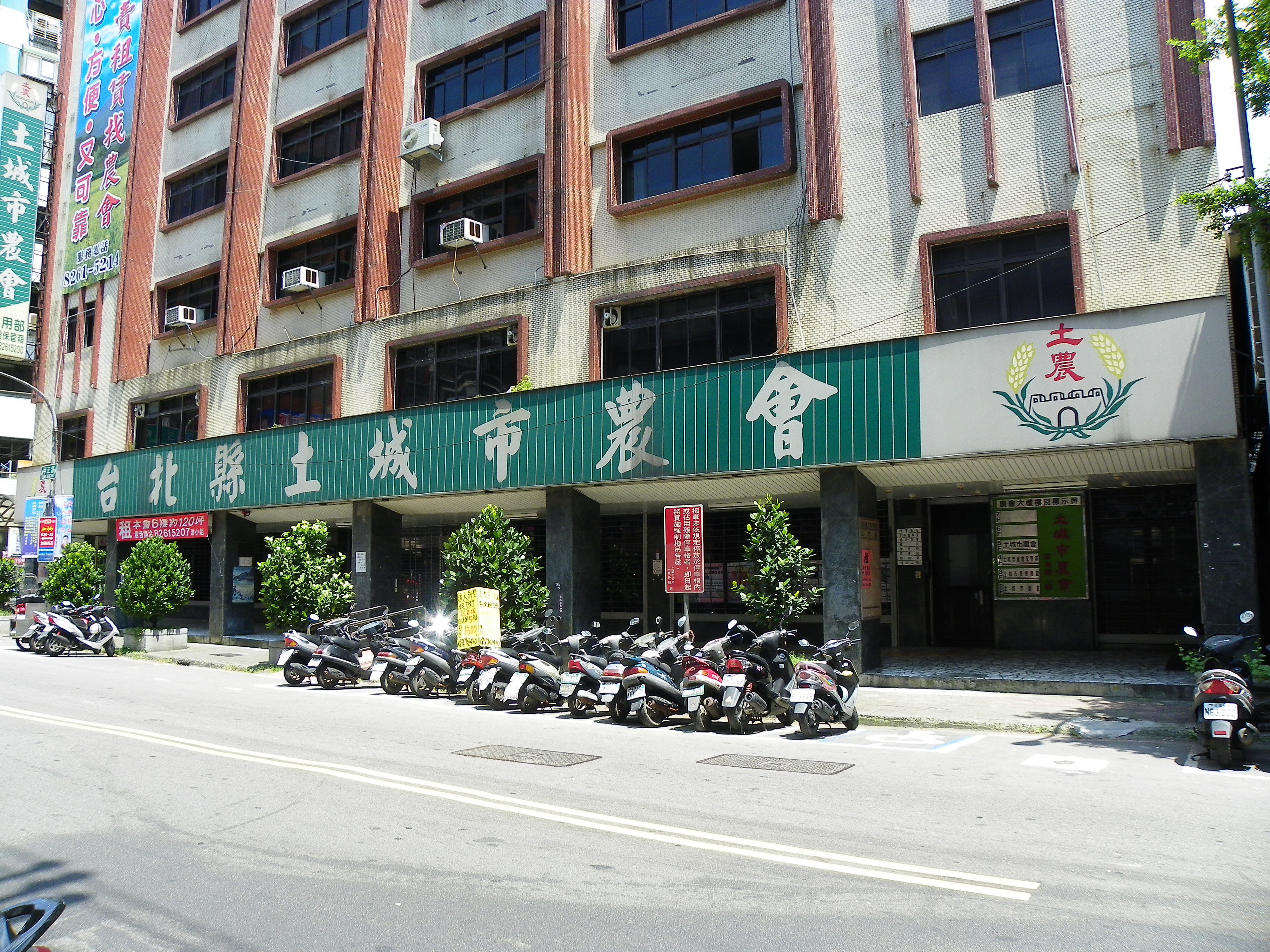
土城區農會

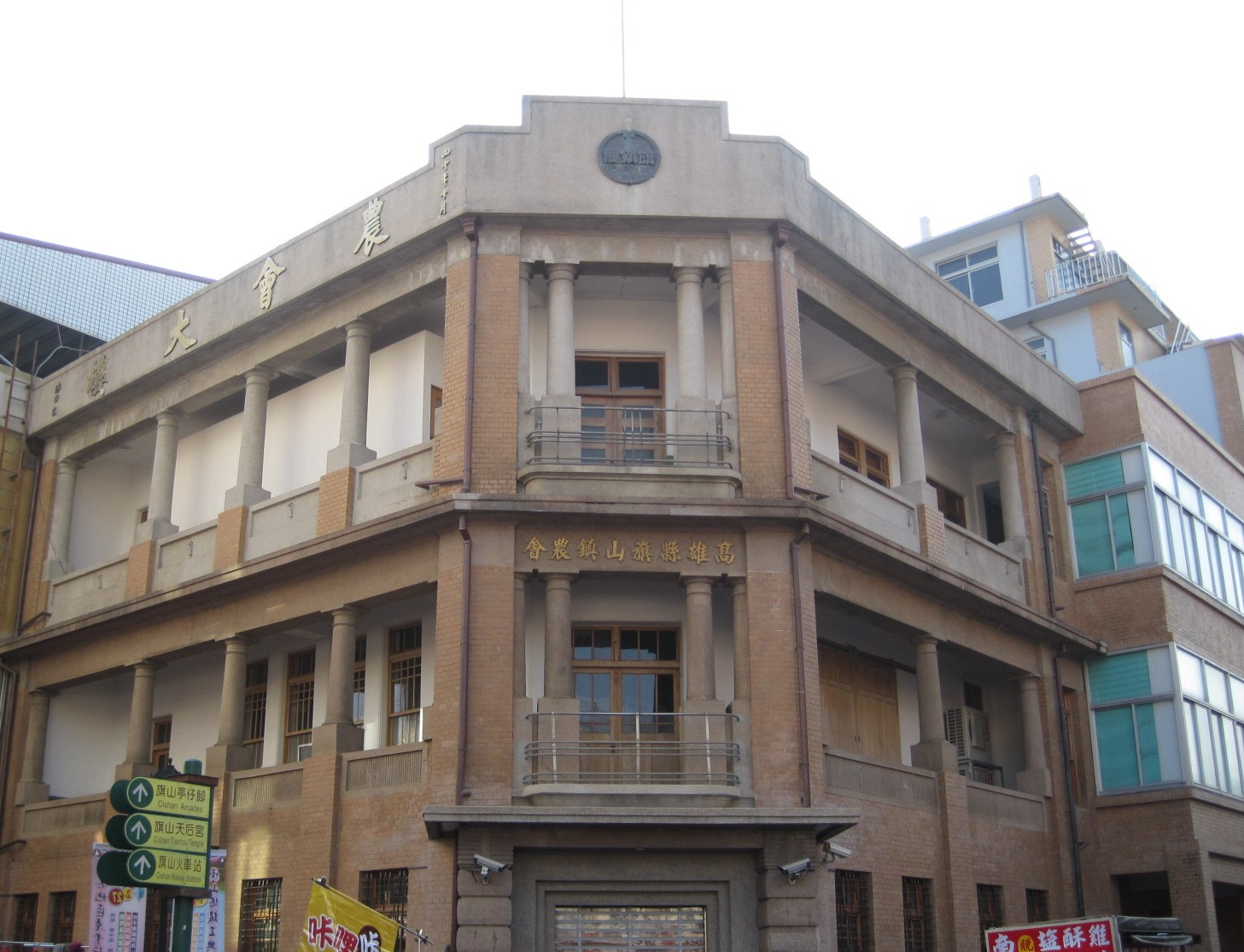
旗山區農會的後文藝復興式建築

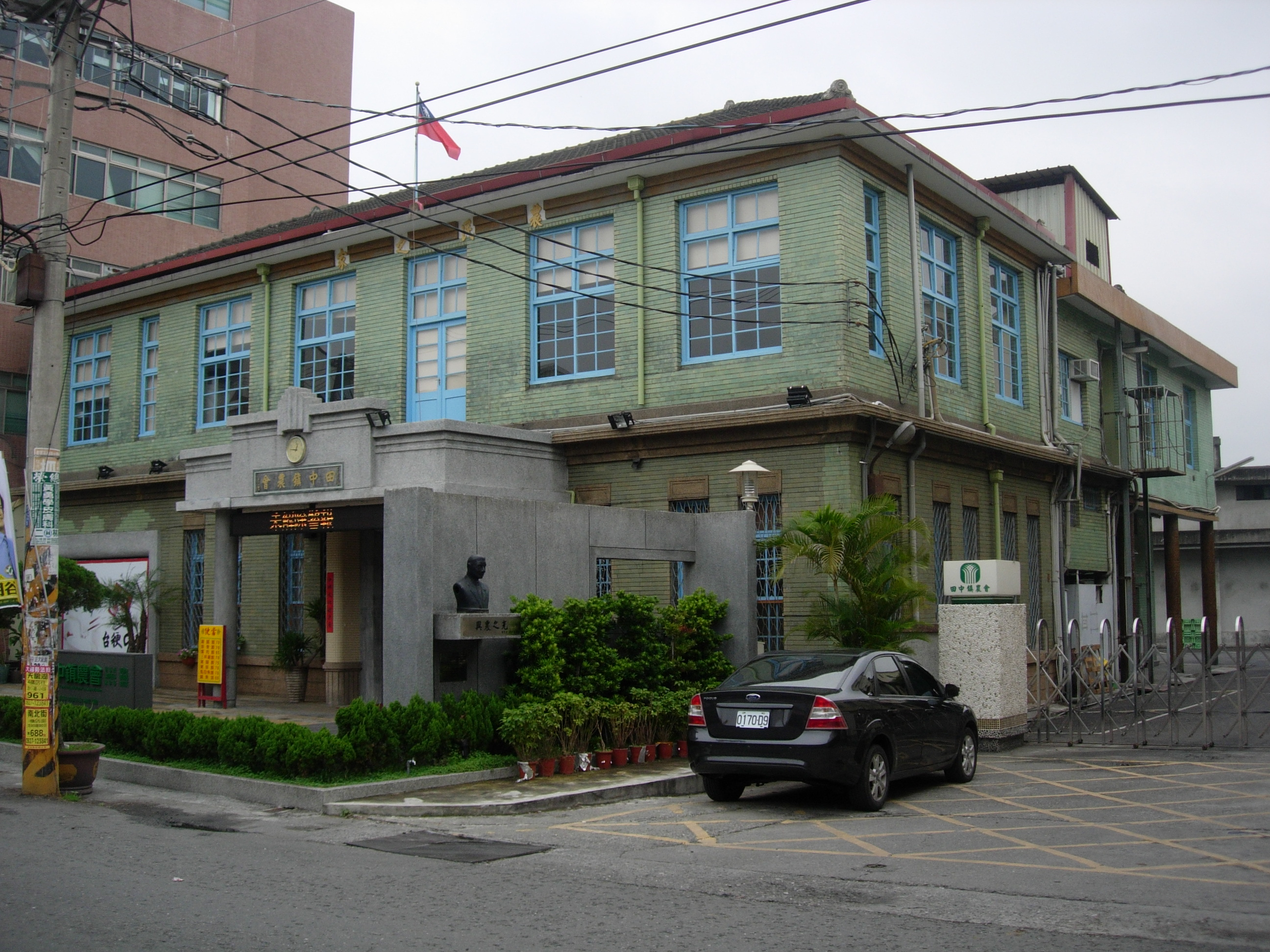
田中鎮農會的擬洋風建築

### 日治時期
臺灣在日治時期已有農會組織《三峽鎮誌》依據日人井出季和太1937年的文獻，記載1900年9月三角湧（即當今的新北市三峽區）曾發起設立三角湧農會，為全臺首創，初名「三角湧農會署辦事處」。次年，新竹、和尚州（即當今的新北市蘆洲區）、彰化等地相繼成立農會，後來僅存新竹農會。之後，臺灣各地陸續有不少農會成立。當時的農會，係任意的民間組織，無法律依據，也無經濟基礎，主要以農業改良發展為目的。
1908年日治政府頒布《臺灣農會規則》、《臺灣農會規則施行細則》，開始控制農會，也是農會邁入法制化的開始。1909年將各地農會改組為法人團體，農民須強制入會，並負擔定額會費。官方將各地農會合併為10個廳農會，1910年增為12個廳農會。1920年隨著地方行政區域變更，改為5個州農會及3個廳農會。
農會組織起初一直為單級制，會長由州廳首長兼任，州廳以下無農會組織，郡市設支會，街庄設地方委員。1937年日治政府頒布《臺灣農會令》，建立臺灣農會和州廳農會的二級農會組織制度，會務完全由政府官員及其認可的民間代表為主，在官方主導運營下，農民雖是會員，卻無權過問，根本不能自己做主。並將各地各種農事小團體的組合、小組合、會、公司，一律改組為法定團體的農事實行組合，成為農業推廣事業的輔助或委託機構。
臺灣農會係臺灣省農會（已於2013年4月18日併入中華民國農會）的最早前身，各州廳農會於中華民國接管臺灣後隨行政區域調整劃分改組為數個縣市農會，為臺北市、新北市、臺中市、臺南市、高雄市及多數縣市農會的最早前身。例如臺北州農會係今日基隆市農會、臺北市農會、新北市農會與宜蘭縣農會的共同最早前身。
稍後於農會的初創發展，在約略相當於今日鄉鎮市行政區域地位的各庄街市，各地民間陸續有信用組合的發起設立，後來，逐漸發展為兼營販賣、購買、利用的組合，是今日各地歷史悠久的鄉鎮市區農會的最早前身。
在第二次世界大戰末期，於1943年12月，日治政府頒布《臺灣農業會令》，1944年1月公佈施行細則，配合經濟統制，建立一元化的農業會。將產業組合、畜產會、青菜同業組合、米谷納入組合、肥料配給組合、農機具製造會社等全部併入農會系統。市街庄的信用、販賣、購買、利用組合及其他農業、米谷、肥料、青果、畜產、山林、農機具等產業組合合併，改成市街庄農業會，由此建立臺灣農業會、州廳農業會、市街庄農業會的三級組織體制，並在村里加強農事實行組合為法人會員。
可以說，農業會三級組織體系及演進至今的臺灣農會組織體系，係由州廳以上層級農會以及兼營販賣、購買、利用的地方層級信用組合為主體，分別加上同級其他農業性組合共同組成，亦即由名稱原為農會及組合兩個系統所共同構成。組合其實就是合作社。

### 戰後至今
各級農業會雖然於1946年4月完成改組，旋即照中華民國政府法令劃分為農會及合作社，並於當年8月完成，其後，復於1949年12月合併稱為農會。因合併後的農會會員身份相當複雜，1952年8月23日行政院頒布《改進臺灣省各級農會暫行辦法》，對於農民資格加以嚴格定義，限定合乎農會法規定資格之一而其農事從業之所得收益佔其個人總收入二分之一以上者（以戶稅調查資料卡為準），經嚴格審查後得加入農會為會員；凡農事從業之所得收益佔其個人總收入不足一半的一律改為非會員，只能加入農會為贊助會員。農會會員資格及申請入會須經嚴格審查，不強制入會，目的在於改革並淨化農會組織，使農會成為農有、農治、農享的農民組織，並在農會日常事務運營體制上，由俗稱理事長制改為總幹事制沿用至今
。其後，《改進臺灣省各級農會暫行辦法》歷經多次修正補充，並於《農會法》全文修正公布後，隨即於1974年8月19日廢止。
1974年6月12日《農會法》全文修正公布後，立法精神有很大變革，不但對農會會員資格條件，不再維持農事從業之所得收益必須佔其個人總收入一半以上者才具有會員資格的嚴格規定，事實上變得相當寬鬆，而且改變農會組織體系原來豐富的自治功能，大幅減輕理監事職權，強化總幹事職責及遴選出任資格條件，卻加強主管機關的監督職權，並強化個別農會的自主性，弱化上級農會原有督導地位，造成農會會員資格認定寬鬆及整體農會組織體系自治精神的式微，更賦予中央主管機關有命令農會合併的法令依據，影響極其深遠。
此後，《農會法》及其施行細則歷經多次部分條文修正，增刪部分條文，大致上於1988年完成規制。主要都著重於強化政府的監督權限，規定農會會員、選任人員和總幹事遴選的資格條件及妨害農會選舉的刑律，其後再經多次修正，並增訂農會的任務和舉辦事業範圍以及信用部的規範條文等。
《農會法》於2012年1月30日部分條文修正公布，主要在於因應解決2010年12月25日臺中縣市、臺南縣市、高雄縣市分別合併為直轄市及臺北縣升格為直轄市位階的新北市後，轄下的農會組織調整合併問題，以及為省農會、直轄市農會、縣市農會共同創設全國農會（正式名稱：中華民國農會，於2013年4月18日成立），省農會並於全國農會設立時併入全國農會，訂定法律條文。並於2014年6月4日公布部分條文修正，就農會會員、會員代表、理監事和總幹事資格，有補充規定。
《農會法》於2016年11月30日公布部分條文修正，就妨害農會選舉及總幹事聘任的第47-1、47-2、47-3等特別刑律條文，除原有的科刑規定外，提高得併科罰金金額。最近一次的部分條文修正，於2021年2月3日公布，將會員入會年齡由年滿20歲，改為成年人。

## 農會屬性概要

### 組織屬性
農會是公益性質的社團法人。不是公法人，不是行政法人，不是財團法人，也不是政府機構，是民間組織，性質上屬於所謂的非政府組織。
農會雖然是職業團體類的人民團體，卻是依據特別法性質的《農會法》組織的法人，也是《農業發展條例》第3條第七款規定的農民團體，是農民的代言人，也是保障農民權益的壓力團體，是政府與農民溝通的重要媒介，並傳播農事法令，接受政府農業行政相關計畫委辦執行。
農會組織的設立有普及性、排他性及永續性。各級農會以行政區域為其組織區域，但組織區域有排他性，同一區域內以組織一個農會為原則。農會除得合併外，如遭解散，依《農會法》規定應即重行組織。
農會以保障農民權益為宗旨，但農民未必是農會會員，也無強制入會。事實上，非會員的農民參加農保（農民健康保險）、全民健保，年紀65歲以上者並得領取政府發放的福利津貼等，係以戶籍所在地的基層農會為受理初審及投保單位，均屬農會服務非會員的農民的具體例證。

### 會員身份有單一性及排他性
個人若想要取得基層農會會員身份者，僅能向戶籍所在地行政轄區基層農會提出申請，須為成年之中華民國國民，符合《農會法》規定資格者，經審查合格後取得該農會會員資格。
基層農會會員每戶以一人為限，一人最多只能擁有一個基層農會會員身份。但農會服務會員依《農會法施行細則》規定得包括其同戶家屬。
一旦戶籍遷離該基層農會的組織區域，即為出會而喪失農會會員身份，如欲再取得農會會員身份，應重新向新戶籍地基層農會申請，資格須重新審查認定，會員年資重新起算，如果又再遷回原先基層農會組織區域內，入會手續仍須重行申辦審定，年資也重新起算。
上級農會以其下級農會為會員。

### 農會職員有單一專屬性
選任與聘任職員不得互兼，上下級農會職員也不得互兼。總幹事及聘僱人員均為專任，不得兼營工商業或兼任公司團體有給職務或各級民意代表或公職。

## 農會與社會人群關係
- 農會受《農會法》與國家公權力的強力深入規範及廣泛介入干預。
- 農會組織普及，農事小組及班會組織深入基層村里，影響深遠。
- 農會結合農民，是促進農業、農村發展，影響農村社會安定的重要力量。
- 農會各級幹部及員工人數眾多，其集體動向，具舉足輕重不容忽視力量。
- 農會會員每戶雖以一人為限，但農會對會員的服務，依法令規定得包括其同戶家屬。也就是說，會員人數代表家庭戶數，此與一般人民團體在法令規定上特別不同之處，值得注意。
- 農會辦理多功能、多目標事業，其業務與會員、非會員的一般農民、贊助會員、會員家屬、農業推廣組織班會員、客戶、及社會大眾消費者，有或多或少關連，也與地方土親、人親，占地利人和之便，互動結合成長，影響層面廣泛[1]。

## 農會組織與權責劃分
依照《農會法》規定，每一個農會都有自己的議事機構及執行機構，議事機構為農會權力部門，採合議制，執行機構為農會行政部門。議事機構有權，執行機構有能，依法令規範運作行事，並由主管機關監督。

### 農會議事機構
分為會員代表大會、理事會、監事會，均採合議制。會員代表大會為農會最高權力機構，理事會依其決議策畫業務，監事會監察業務及財務。理事會、監事會分立，分別由理事長、常務監事召集，理事長無權召集理監事聯席會議議事決議。會員代表、理事、監事之行使職權，應限於會議時為之，且應親自出席，不得委由他人代理。

### 農會執行機構
總幹事為農會行政主管，聘任並指揮監督員工推行會務與業務。總幹事秉承理事會決議執行農會任務，向理事會負責。此處值得注意的是，並非向理事長一人負責，而是向集體合議制的理事會負責。所謂任務指《農會法》第二章第4條和第5條規定的會務和各項事業（業務）。
總幹事候聘人，須在主管機關規定時程向主管機關申請登記，層經中央主管機關遴選後，將遴選合格候聘人名單送農會召開理事會議表決，獲全體理事過半數同意後聘任之，任期與理事會同。

## 農會業務
農會年度會務、年度事業計畫及預算、年度事業報告及決算，由農會各事業單位分別編訂，由總幹事提理事會審查後，送經監事會監察，提會員代表大會議決及報請主管機關備查。
經濟業務種類繁多，主要係以業養業方式經營；金融業務係以業養業方式經營；保險業務主要是受政府委託而配合辦理的，並以服務方式經營；農業推廣業務內容繁雜項目很多，工作範圍相當廣泛，通常以服務方式經營為主。
農會業務發展歷程與背景：〈1〉農業推廣業務：源自農會前身日治時代的農會業務。〈2〉經濟業務：源自農會前身日治時代的販賣購買利用組合和產業組合業務。〈3〉金融業務：源自農會前身日治時代的信用組合業務。〈4〉保險業務：因應時代需要而發展的業務。

農會業務的異同情況：農會的通常業務，雖有共同之處，但因所屬農會層級別與環境條件差異，各農會實際上業務重點與取向、業務內容比重、業務繁簡取捨及輕重緩急，容有不同。事實上，有的農會業務很大，有的農會業務很小。
以業養業是農會經營事業的本質，農會員工的薪給來源在此，而農會推動各項服務工作的經費，除了去爭取政府的配合補助款以資挹注以外，也仰賴於此，因之，農會的經濟事業與信用業務（金融業務），便是農會賴以生存發展的憑藉，而這些事業其實與推廣事業和保險事業一樣，都是對農民提供服務的，不但對農民，也對一般的人提供許多服務

## 幹部訓練
農會聘任的幹部以及通過農會統一考試晉用的新進員工，由中華民國農民團體幹部聯合訓練協會（簡稱農訓協會）安排訓練，農會業務幹部並藉此取得相關資格證照。但每屆農會改選後，主管機關舉辦新進的農會理事長、常務監事、總幹事（俗稱農會三巨頭）研訓，通常亦委請農訓協會辦理。當然，農會視業務需要也可以自行培訓幹部，上級農會或主管機關依業務規劃也可以安排培訓農會幹部。管道多元，並行不悖。
按，農訓協會係全國各級農會及漁會為當然會員共同組成的社團法人，於1980年12月24日創立，由各農漁會總幹事擔任會員代表，互選出任理監事，另聘祕書長及職員若干人辦理會務，但人事與農漁會分離。農訓協會的任務，除負責農漁會幹部訓練外，並促進農漁會研究發展及謀求農漁會及農漁民整體利益。

## 農會層級
依據2012年1月30日修正的《農會法》第6條規定，農會分為下列三級：
1. 鄉（鎮、市、區）農會。
2. 縣（市）農會及直轄市農會。
3. 全國農會。

## 縣市農會更名
依據2012年1月30日修正的農會法第7-1條規定，原臺中市農會、臺南市農會、高雄市農會，已分別於2012年6月25日或稍前數日，更名為臺中市臺中地區農會、臺南市臺南地區農會、高雄市高雄地區農會；至於臺中縣農會、臺南縣農會、高雄縣農會，則於2012年6月25日分別更名為臺中市農會、臺南市農會、高雄市農會；又，隨桃園縣於2014年12月25日改制升格直轄市，同日，原桃園縣農會更名為桃園市農會，原桃園縣桃園市農會則更名為桃園市桃園區農會。

## 農會共同識別系統
各級農會共同識別體系標誌（CIS），由行政院農業委員會出資並整合輔導，委請中華民國對外貿易發展協會執行規劃辦理提升農民團體形象計畫，公開招商甄選設計公司設計，於1995年6月1日舉行共同提升農會形象共識大會，並於1996年7月30日邀請當時總統李登輝親臨臺北國際會議中心發表會公開揭示實施。

## 外部連結
- 中華民國農會